# Ken Izekor
Ken Eghosa Gideon Izekor (* 24. Mai 2007 in Aachen) ist ein deutscher Fußballspieler, der bei Bayer 04 Leverkusen spielt. Er ist der jüngste eingesetzte Profispieler des Vereins.

## Leben
Ken Izekor kam 2007 in Aachen zur Welt und wuchs im nahegelegenen Eschweiler auf. Er hat nigerianische Wurzeln.

## Karriere

### Karriere als Vereinsspieler
Izekor spielte in der Jugend zuerst für Alemannia Aachen. In der Folge schloss er sich dem Nachwuchsleistungszentrum von Bayer 04 Leverkusen an. Von nun an durchlief Izekor die Nachwuchsmannschaften der Leverkusener und kam am 15. Dezember 2023 im Alter von 16 Jahren zu seinem Profidebüt in der UEFA Europa League. Dabei wurde er im letzten Gruppenspiel gegen den Molde FK in der Schlussphase eingewechselt und löste dabei Zidan Sertdemir als jüngsten Spieler beim ersten Pflichtspiel für die Profimannschaft von Bayer 04 ab.

### Karriere in der Nationalmannschaft
Izekor läuft auch für deutsche Nachwuchsnationalmannschaften auf. Die Bundesrepublik repräsentierte er bisher im Trikot der Altersklassen U16 und U17.